# Павлов, Павел Денисович
Па́вел Дени́сович Па́влов (род. 2 августа 1938) — российский дипломат.

## Биография
Окончил Московский государственный институт международных отношений (МГИМО) МИД СССР (1962) и  Дипломатическую академию МИД СССР (1976). Кандидат юридических наук. Владеет английским, французским и немецким языками. На дипломатической работе с 1962 года.
- В 1962—1966 годах — сотрудник Посольства СССР в Лаосе.
- В 1968—1974 годах — сотрудник Секретариата ООН в Нью-Йорке и Женеве.
- В 1980—1987 годах — сотрудник Посольства СССР в США.
- В 1989—1993 годах — советник-посланник Посольства СССР, затем (с 1991 года) России в Намибии.
- В 1993—1994 годах — заместитель начальника Управления Департамента Африки и Ближнего Востока МИД России.
- В 1994—1997 годах — заместитель директора Департамента Африки МИД России.
- С 6 сентября 1997 по 4 апреля 2002 года — чрезвычайный и полномочный посол Российской Федерации в Гане[1][2].
- С 6 апреля 1999 по 4 апреля 2002 года — чрезвычайный и полномочный посол Российской Федерации в Либерии по совместительству[3][2].

## Дипломатический ранг
- Чрезвычайный и полномочный посланник 1 класса (6 января 1999)[4]

## Семья
Женат, имеет двух дочерей.